# 乙夏鈴
乙夏鈴（日语：／ Otsuka Ray */?）是一位日本的個人勢虛擬YouTuber，於2019年4月13日開始活動，2023年11月底達成10萬人訂閱里程碑，曾兩度登上YouTube的VTuber週榜訂閱數增長第一名。

## 角色設定
乙夏鈴5月20日出生，是一位未婚的單親媽媽，育有1女「鈴果」（れいか）於7月31日出生。對粉絲的稱呼為「夏族」（かぞく）。

## 經歷
乙夏鈴於2019年4月13日在Youtube上進行首次直播，最初為企業勢VTuber。2022年6月，她為了不想欺騙粉絲有女兒存在的事實，因此和公司商量徵得同意後公開自己是單親媽媽，並轉為個人勢VTuber。其頻道的直播內容主要為親子互動、歌回、雜談。在臺灣媒體的專訪中，乙夏鈴曾提到：「她能以VTuber作為職業覺得很感激，因為是她坎坷人生路上的一盞光亮。」、「頻道最初收視人數並不多，但作為母親依然傾盡全力經營，為了心愛的女兒，我必須要成功。」其也為了讓各國粉絲都能了解直播內容，而提供英語語音辨識字幕，以及在觀眾給予超級留言時，以對方的語言表達感謝，因此收穫不同國家的粉絲。
乙夏鈴和女兒於2023年11月15日的七五三節特別歌回直播中一同翻唱〈肅聖！！蘿莉神鎮魂曲☆〉，再加上台灣粉絲翻譯的精華影片，因此連續5天登上YouTube的VTuber分類中訂閱成長幅度第1名。在同年11月29日的雜談歌回直播中翻唱〈偶像〉時，YouTube頻道達成10萬訂閱人數里程碑。
乙夏鈴在2024年2月23日至2月25日的臺灣FF42開拓動漫祭上，舉辦虛擬見面會和販賣周邊商品。接著，她於同年3月31日舉辦出道以來的首場3D線上演唱會。同年11月23日，在臺灣台北市花漾展演空間舉行「乙夏鈴 SPECIAL LIVE in 台北 ～台灣夏族計畫～」特別現場演唱會。乙夏鈴與浠Mizuki、厄倫蒂兒、懶貓子、等台日Vtuber於同年12月28日，在台北市花博爭豔館由開拓動漫公司主辦的「 虛擬音樂群星會」線下演唱會上一起演出。
乙夏鈴曾於2025年5月4日參加Re:AcT公司在日本池袋harevutai主辦的，並與多位Re:AcT、RK Music所屬的VTuber同台演出。同年5月14日，乙夏鈴的頻道獲得超過12.5萬人訂閱，再次登上VTuber週榜訂閱數增長第一名，一舉超越第二名hololive production的寶鐘瑪琳之月增8萬人訂閱數。hololive EN的森美聲也追蹤她的X社群平台，並親自留言送上祝福。截止至6月19日，乙夏鈴的Youtube頻道已經達到36萬的訂閱數；她也預計於同月21日與hololive ID的克蕾西·奧莉連動。

## 外部連結
- 維基數據上的乙夏鈴 (Q134568666)
- 乙夏鈴的官方网站 （日語）（页面存档备份，存于）